# Canal de l'Eure
Le canal de l'Eure, aussi appelé canal Louis XIV ou canal de Maintenon, est un canal d'amenée d'eau initialement prévu navigable et resté inachevé, construit par Vauban pour alimenter en eau le domaine royal de Versailles. Détournée à hauteur de Pontgouin, non loin de Chartres, l'eau de l'Eure devait être acheminée jusqu'à l’étang de la Tour, non loin de Rambouillet, pour alimenter le domaine royal de Versailles. D'une longueur prévue de près de 80 km à vol d'oiseau, sa construction débute en 1685 et sera interrompue trois ans plus tard par la guerre de la Ligue d'Augsbourg. À la fin de celle-ci, malgré les travaux déjà réalisés, l'argent dépensé et les 10 000 morts occasionnés, le chantier ne sera jamais repris et le canal restera inachevé.

## Contexte
Depuis que Louis XIV, suivi de sa cour, s'est installé à Versailles, la population de la ville a été multipliée par dix. Mais surtout le parc du château consomme toujours plus d'eau, le roi souhaitant des fontaines et jets toujours plus nombreux et spectaculaires. Le site de Versailles, qui n’est proche d'aucune grande rivière, ne s'y prête pas. Après avoir fait acheminer l'eau d'étangs plus ou moins éloignés du château, la machine de Marly, un monumental ensemble de pompes, est construite entre 1681 et 1682. Aqueducs et réservoir sont construits les années suivantes pour acheminer l'eau de la Seine jusqu'à Versailles, lui faisant franchir les 132 mètres de dénivelé. Cependant, souffrant de multiples défauts, elle ne pouvait pomper que 3 200 m3 par jour alors qu'elle devait en fournir le double.
Louvois, surintendant des Bâtiments, Arts et Manufactures de France, s'appuyant sur les travaux de La Hire sur la faisabilité d'un canal depuis l'Eure, commande alors à Vauban de réaliser l'ouvrage.

## Études
Vauban, commissaire général aux fortifications, avait déjà été sollicité sur des travaux pour le réseau hydraulique du parc de Versailles. Il avait ainsi conçu l'endiguement et la canalisation d'une partie de la Seine pour la machine de Marly ou dessiné le remblai et l'aqueduc de Buc. Il se déplaça dans la région en février 1685. et rédigea en 5 mois un ouvrage de 40 pages, le « Devis des ouvrages de maçonnerie qu'il convient de faire pour la construction du grand aqueduc que le roi a ordonné de faire pour conduire à Versailles les eaux de la rivière Eure, suivant les plans, élévations et profils pour ce faits de l'ordre de Sa Majesté ». Cet ouvrage extrêmement détaillé donnait tous les détails de l'ouvrage, mais également comment ils devaient être réalisés.
Vauban s'est entouré de ses ingénieurs militaires, Isaac Robelin, inspecteur général des travaux qui dirigera le chantier, l'ingénieur général Mesgriny qui sera son adjoint ou l'ingénieur Parisot chargé des écluses. Il va également faire appel à des entrepreneurs de Flandres ou d'Alsace avec lesquels il a déjà travaillé sur les fortifications de ces régions comme Martin Alexandre de Strasbourg pour les écluses ou Germain Leduc de Tournai pour le creusement du canal. Il met aussi en œuvre des techniques qu'il a appliquées pour la construction des fortifications comme le creusement de canaux d'approche pour acheminer les matériaux lourds ou le four à chaux fonctionnant à la houille (appelé à l'époque « charbon de terre »).
La direction du camp militaire — beaucoup des ouvriers du chantier sont des soldats — est confié par Louvois au marquis d'Uxelles.

## Travaux
Le canal à ciel ouvert est prévu d'une longueur d'un peu plus de 80 km pour une pente variant entre 14 et 17 cm par kilomètre. L'eau doit être captée par un petit barrage sur l'Eure à Pontgouin, à l'ouest-nord-ouest de Chartres, et être acheminée jusqu'à l'étang de la Tour à Rambouillet et à Vieille-Église-en-Yvelines (aujourd'hui dans le département des Yvelines). Cet étang est déjà relié par un aqueduc souterrain aux étangs supérieurs qui alimentent les réservoirs du parc de Versailles.
La première partie est constituée d'une rigole de 40 km creusée à flanc de coteau. Ensuite se présente la difficulté du franchissement de la vallée de l'Eure afin de recouper cet affluent de la Seine plus en aval. Initialement, Louvois avait imaginé un pont-aqueduc monumental de 17 km de long et culminant à sa plus grande hauteur à 72 mètres avec trois rangées d'arcades. Vauban propose ensuite de construire deux ponts-aqueducs, l'un à Saint-Germain-la-Gâtine qui mesure 1 000 mètres et l'autre à Maintenon de 5 000 mètres. Finalement ce sont deux siphons faits de canalisations de fonte qui sont construits : pour franchir d'abord la vallée des Lorris sur un remblai puis celle de l'Eure sur un pont-aqueduc plus bas que prévu initialement.
Les travaux commencent début mai 1685, 1 800 hommes procèdent alors à du terrassement à Pontgouin.
Au plus fort du chantier, 30 000 hommes participent aux travaux. Plus des deux tiers, 22 000, sont des soldats, (soit 10 % des effectifs de l'armée de l'époque). Si les militaires  avaient souvent été employés sur les grands travaux, cela atteindra son maximum avec le chantier du canal de l'Eure. Cette main d'œuvre est moins chère que la civile et plus facilement mobilisable. Ils sont  affectés aux travaux de force comme le terrassement mais pas uniquement. Le régiment du Languedoc, qui compte beaucoup de protestants, est lui employé aux travaux les plus durs. Si un besoin se fait sentir, des civils sont enrôlés. Les bateliers de l'Eure seront ainsi engagés dans les régiments d'Anjou et du Lyonnais.
Mais en 1687, 6 000 soldats et ouvriers meurent de la fièvre paludéenne. Les accidents sont également très nombreux : au total, on estime à 10.000 les morts, civils ou militaires, causés par le chantier. Au printemps suivant, le royaume entre en guerre contre la Ligue d'Augsbourg. Le chantier est arrêté. À la fin du conflit, 9 ans plus tard, les finances du royaume sont exsangues. Louvois, l'initiateur du projet est mort lui 6 ans plus tôt en 1691. Les travaux ne reprendront pas et le canal restera inachevé malgré les 9 millions de livres déjà dépensés.

## Géographie

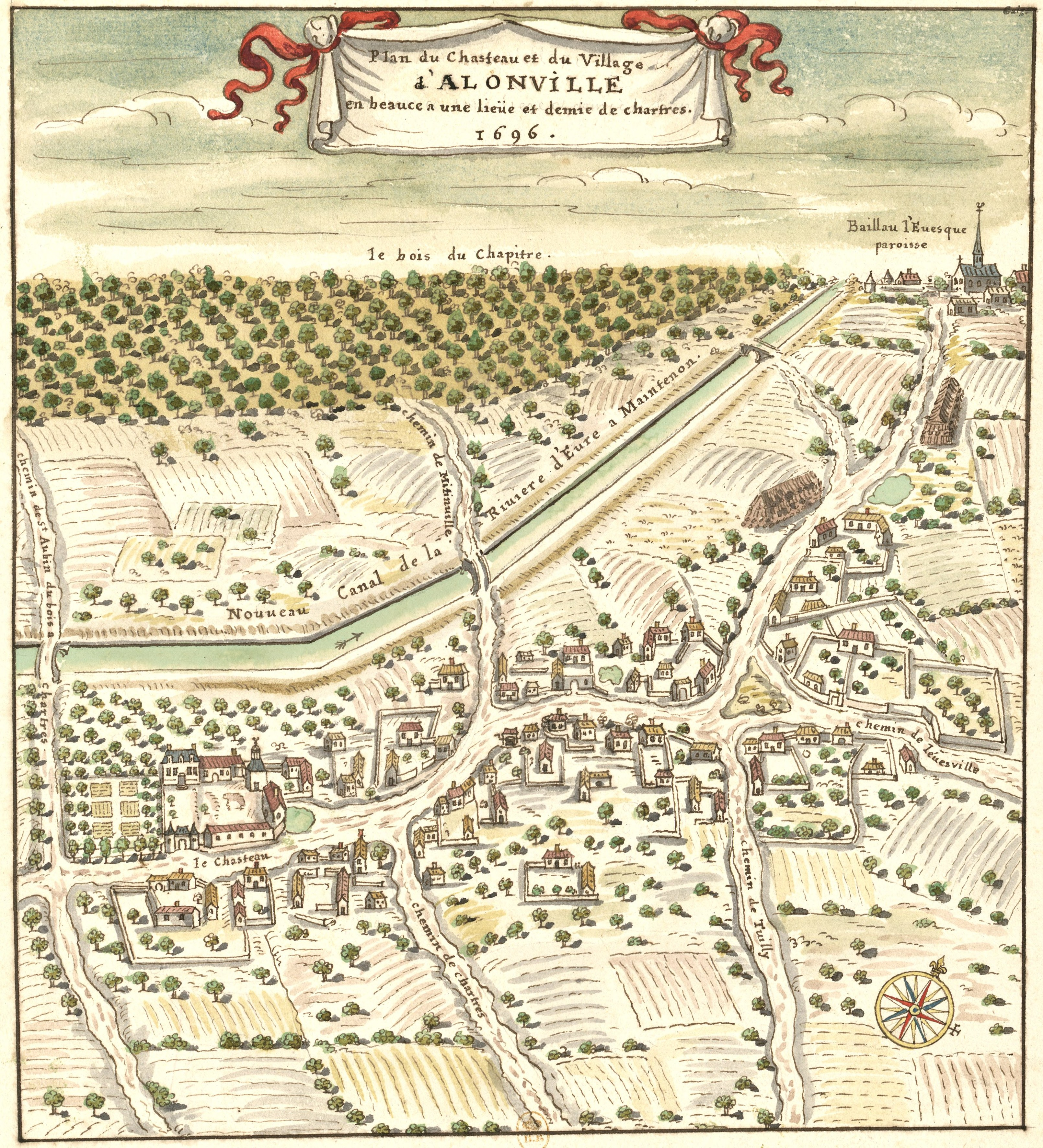
Plan de Dallonville et du « Nouveau Canal de la Rivière d'Eure à Maintenon », 1696.

Le captage des eaux de l’Eure s’opère à Boizard par un barrage retenant suffisamment d’eau pour alimenter régulièrement le canal dans un lac artificiel de six kilomètres de long jusqu'à Belhomert. Le canal devait traverser les actuels départements d'Eure-et-Loir et des Yvelines par les lieux-dits et communes suivants : 
Pontgouin, Landelles, Courville-sur-Eure, Saint-Arnoult-des-Bois, Fontaine-la-Guyon, Saint-Aubin-des-Bois, Dallonville et Senarmont (Bailleau-l'Évêque au nord-ouest de Chartres), Fresnay-le-Gilmert, Saint-Germain-la-Gâtine, Berchères-la-Maingot, Théléville (Bouglainval), Chartainvilliers, Maintenon, Hanches, Houdreville (Épernon), Haute-Maison et Cerqueuse (Orphin), et Craches (Prunay-en-Yvelines).

## Sites et ouvrages remarquables
De nombreux ouvrages de ce canal subsistent tout au long de son ancien tracé, qui reste identifiable en plusieurs endroits.
- Pontgouin : digue et écluses de Boizard,  Classé MH (1910)[10].

- Saint-Arnoult-des-Bois : deux arches marquant le chemin suivi par le canal sont visibles sur la commune.
  - Une petite arche se trouve au lieu-dit le Brosseron, sous la route D139 qui suit ici exactement l'emplacement du canal (48° 28′ 38″ N, 1° 15′ 14″ E).
  - Une arche plus importante appelée l'arche à Mulet (panneau sur place) est située à l'est du Brosseron. Elle devait permettre au canal d'enjamber la rivière le Coisnon (48° 28′ 55″ N, 1° 16′ 07″ E). De là, les vestiges du remblai de terre se dirigent vers La Genetière, puis vers le chemin du Bois Biquet.

- Fontaine-la-Guyon : une partie du canal a été restaurée dans le parc du château qui abrite la mairie.

- Bailleau-l'Évêque : subsiste, au sud-sud-ouest du hameau de Dallonville, une portion du canal toujours en eau sur 250 mètres environ, maintenu en état depuis son origine au XVIIe siècle (48° 28′ 34″ N, 1° 23′ 12″ E).

- Berchères-Saint-Germain : tunnel « L'Arche de la Vallée » ou « La Grande Arche », long de 161 mètres, et entonnoir amont avec puits elliptique,  Inscrit MH (1934)[11].

- Chartainvilliers : deux tunnels construits en 1680, « La Petite Voûte » et « La Grande Voûte»,  Inscrit MH (1934)[12] (48° 33′ 42″ N, 1° 32′ 43″ E).

- Maintenon

L'aqueduc de Maintenon, inachevé, culmine à 28,50 m et comporte un rang de 47 arcades. La construction de l'ouvrage débute en 1686. En raison de la reprise de la guerre, les travaux sont arrêtés en 1688 pour ne jamais reprendre. L'aqueduc est classé au titre des monuments historiques en 1875 et deux entonnoirs inscrits en 1934.

## Galerie de photographies

Ouvrages du canal Louis XIV, d'amont en aval.
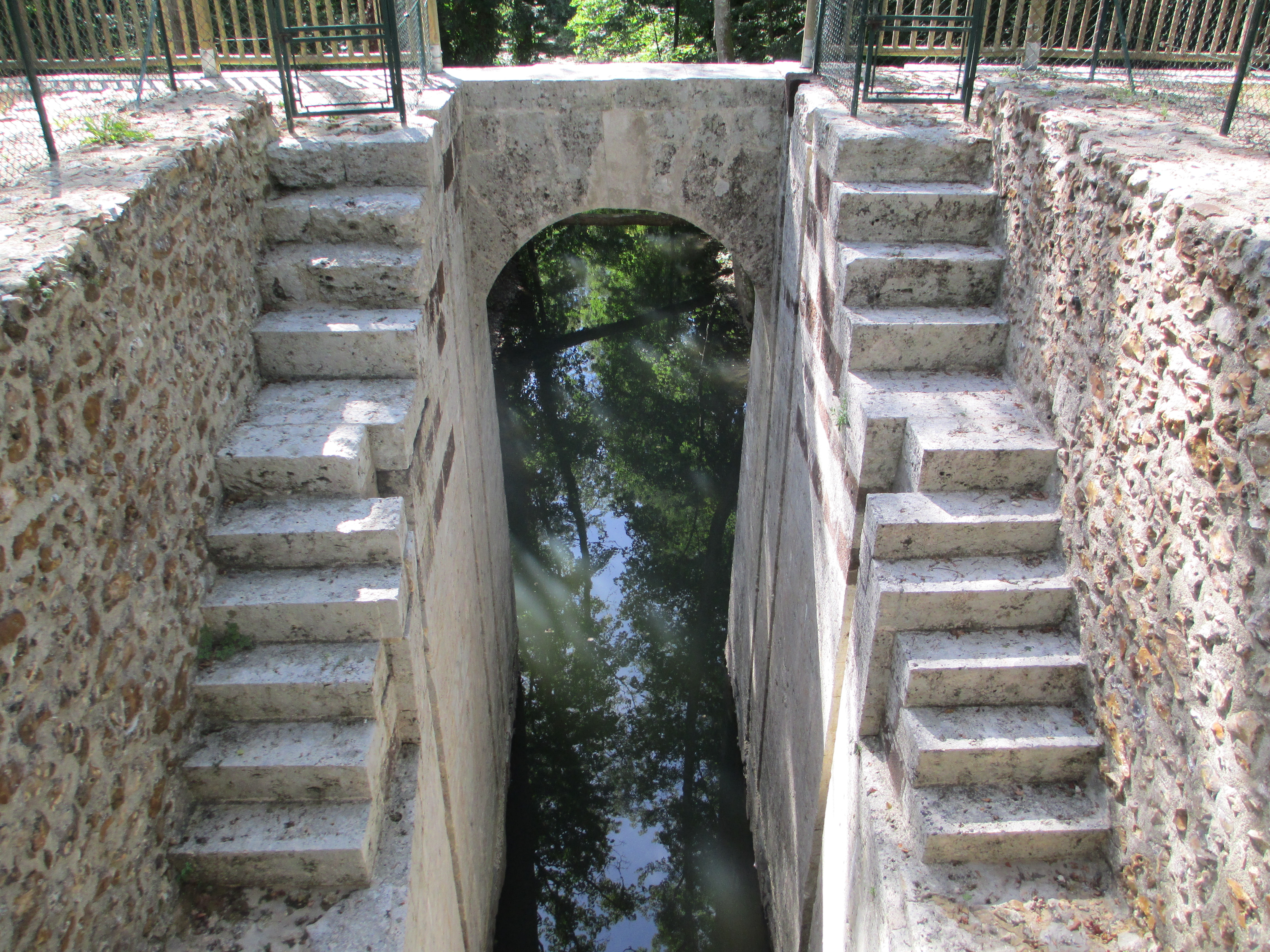
Les escaliers d'accès aux vannes de la grande écluse de Boizard à Pontgouin (2012).
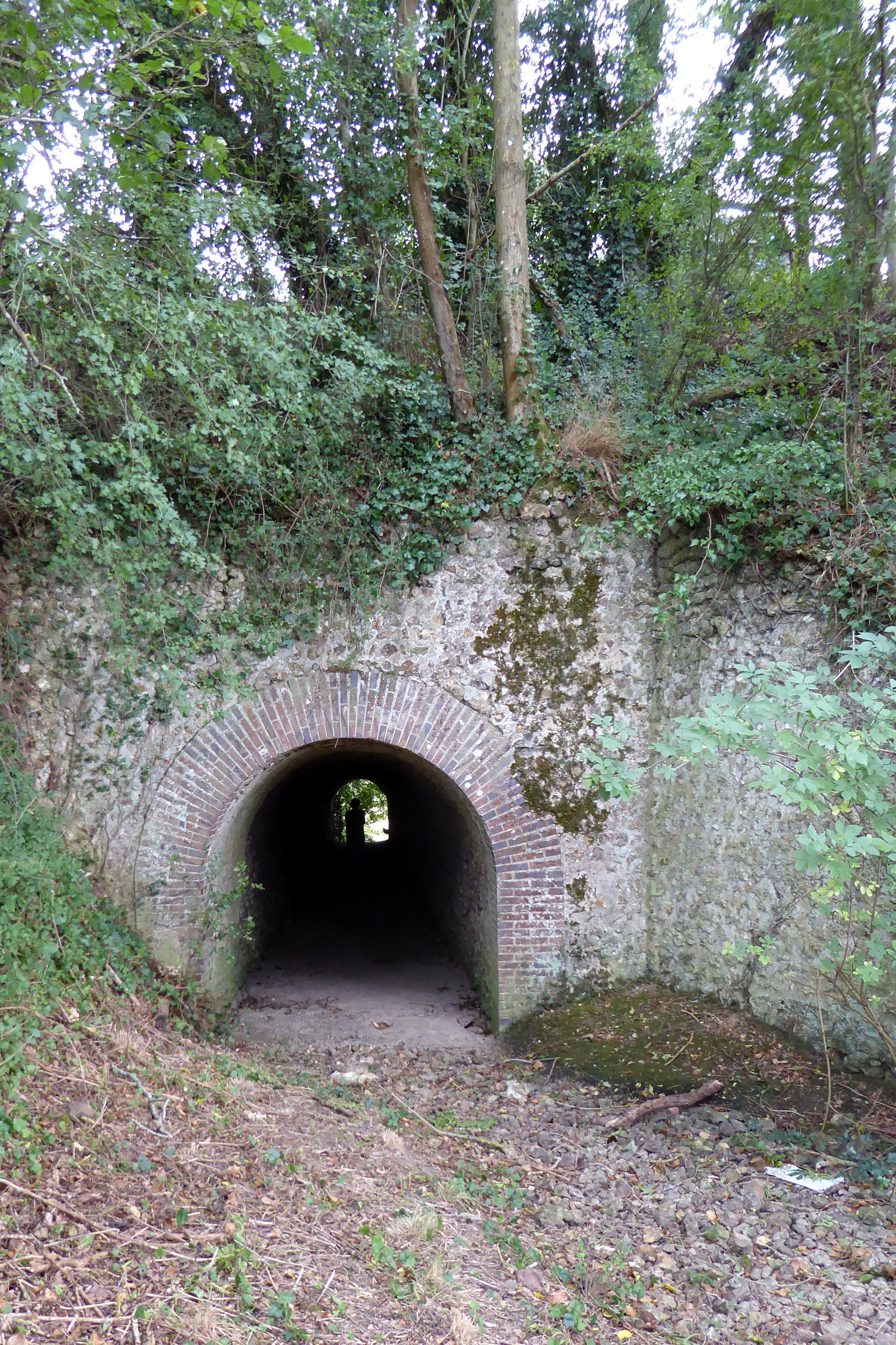
L'arche à Mulet permettant le franchissement du Coisnon à Saint-Arnoult-des-Bois (2015).
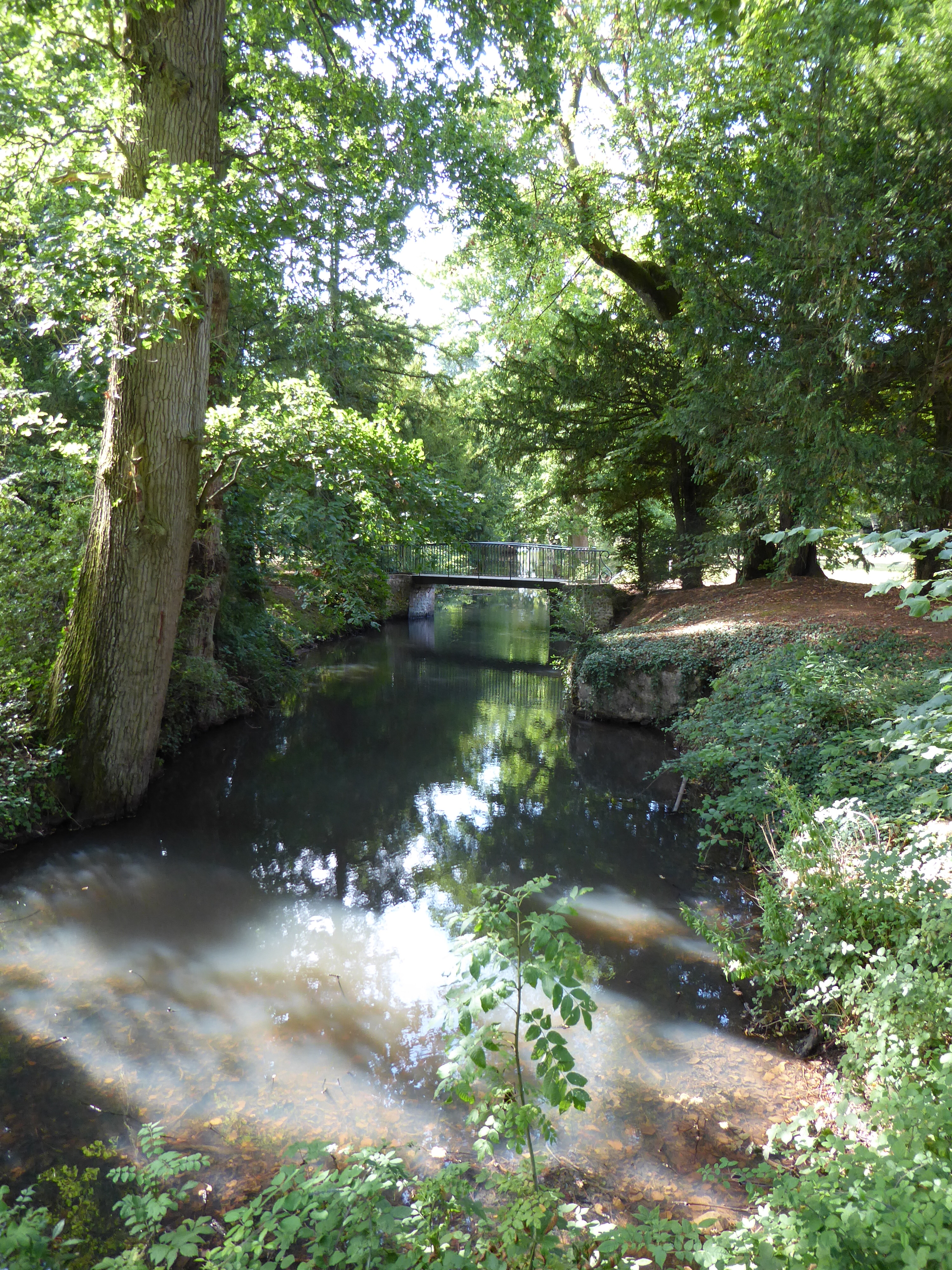
Canal dans le parc de la mairie-château de Fontaine-la-Guyon (2015).
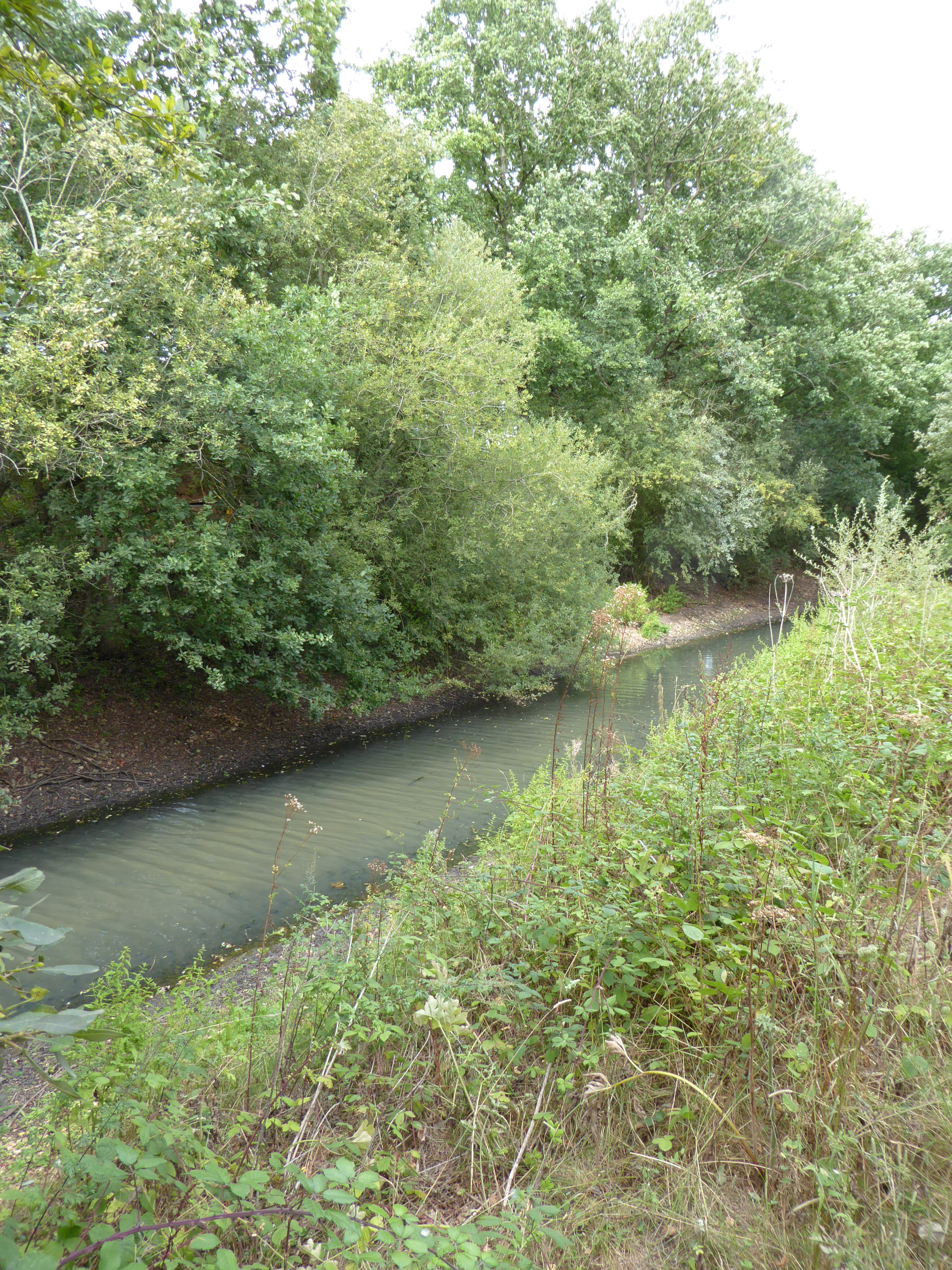
Canal à l'ouest de Dallonville, commune de Bailleau-l'Évêque (2015).
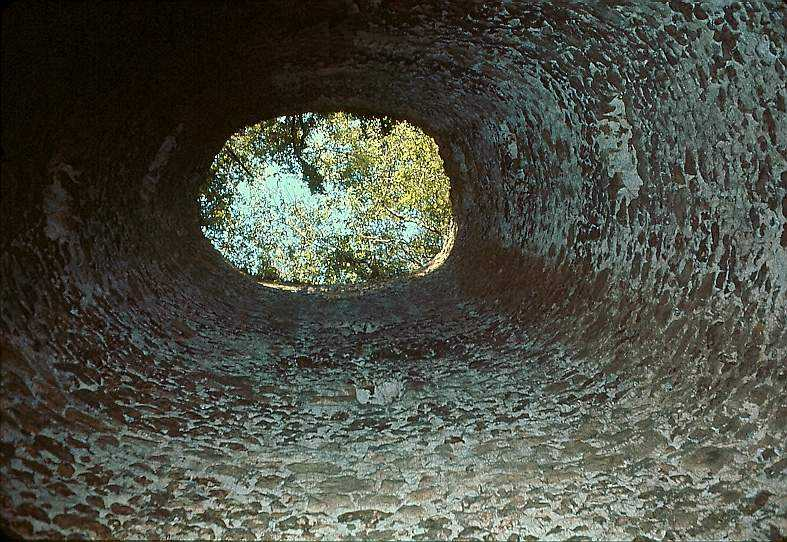
Puits de descente de l'entonnoir ouest du siphon à Berchères-la-Maingot (1972).
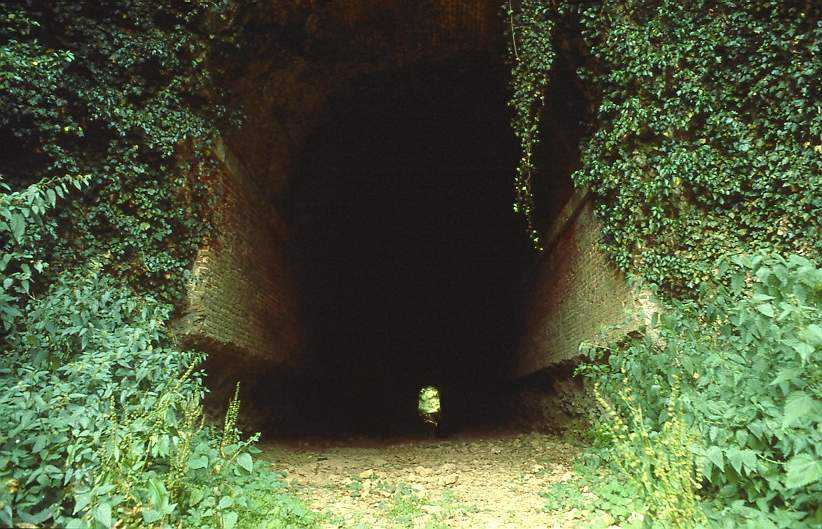
L'Arche de la Vallée à Berchères-la-Maingot (1984).
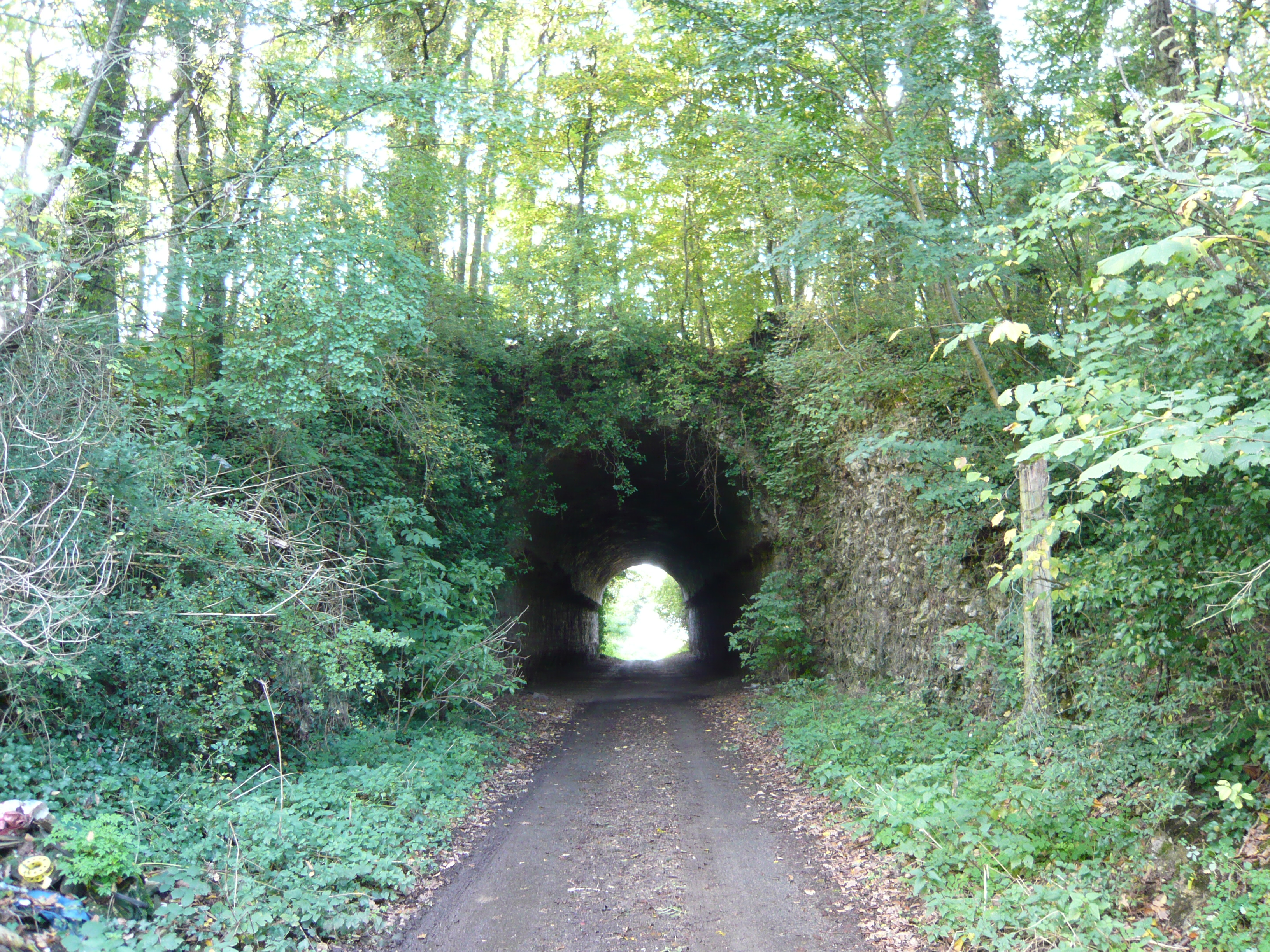
Tunnel la Grande Voûte, route de Boisricheux à Chartainvilliers (2014).
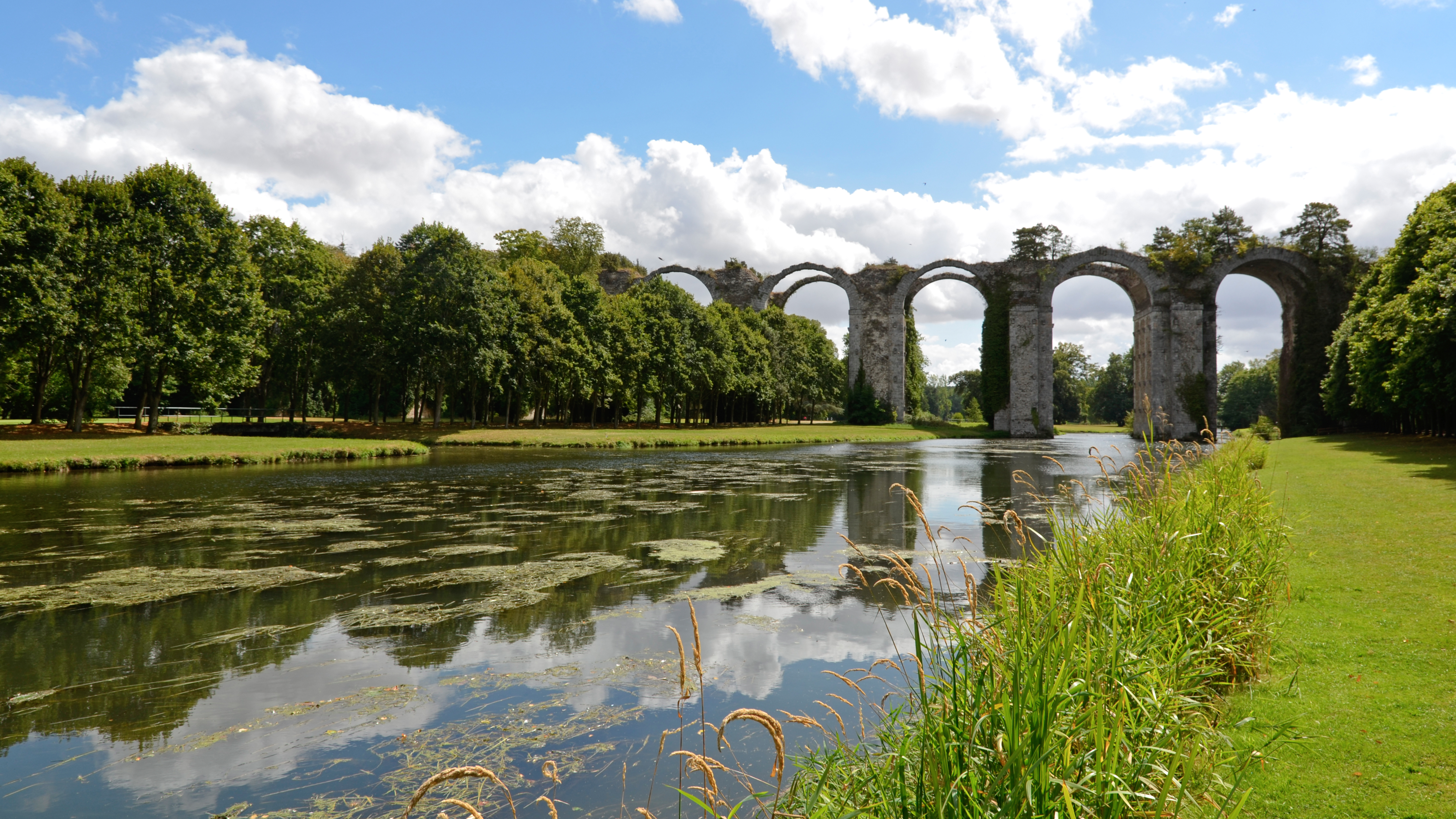
L'aqueduc de Maintenon (2012).